# Емільянувка
Емільянувка (пол. Emilianówka) — село в Польщі, у гміні Доманиці Седлецького повіту Мазовецького воєводства.
Населення — 109 осіб (2011).
У 1975-1998 роках село належало до Седлецького воєводства.

## Демографія
Демографічна структура станом на 31 березня 2011 року:
|          | Загалом | Допрацездатний вік | Працездатний вік | Постпрацездатний вік |
| -------- | ------- | ------------------ | ---------------- | -------------------- |
| Чоловіки | 56      | 12                 | 35               | 9                    |
| Жінки    | 53      | 11                 | 24               | 18                   |
| Разом    | 109     | 23                 | 59               | 27                   |